# Aida N. Dyrrah
Aida N. Dyrrah (conocida anteriormente como Aida Ndoci al estar casada con Frederik Ndoci, nacida el 1 de enero de 1974) es una cantante albanesa que representó a su país en el Festival de la Canción de Eurovisión 2007 con la canción "Hear My Plea" (originalmente llamada "Balada e Gurit", traducida del albanés como "Balada de Piedra"). Dyrrah interpretó la canción junto a su exesposo, Frederik Ndoci, aunque sólo Frederik fue acreditado durante la presentación.

## Biografía
Aida nació y creció en la ciudad costera de Durrës, Albania el 1 de enero de 1974.
En 1994, se mudó a Nueva York, Estados Unidos y ha residido allí desde entonces. Está casada y tiene una hija.

## Festival de Eurovisión 2007
Aida, junto a su esposo, en ese entonces, Frederik Ndoci, participaron de la preselección albanesa Festivali i Këngës 45 para ser los siguientes representantes del país en el Festival de Eurovisión 2007, a celebrarse en Helsinki, Finlandia, los días 10 y 12 de mayo de 2007.
Juntos interpretaron la canción "Balada e gurit" (traducida del albanés como "Balada de piedra"), en la segunda semifinal del evento, llevada a cabo el 22 de diciembre de 2006, donde lograron clasificar, llegando a la ceremonia final, celebrada el 23 de diciembre de ese mismo año, alzándose con el primer lugar, convirtiéndose en los cuartos representantes de Albania en el certamen europeo, desde su debut en 2004.
A pesar de ello, sólo Frederik fue acreditado como el representante de Albania durante el festival, sin mencionar a Aida.
En la semifinal, que se realizó en Hartwall Areena, el 10 de mayo de 2007, Aida y Frederik cantaron "Hear my plea", una versión en inglés de "Balada e gurit", con la que consiguieron 49 puntos, posicionándose en el 17° puesto de entre 28 canciones, quedando fuera de la final del concurso.